# Carabus nodulosus
Carabe noduleux
Espèce
Carabus nodulosus, le Carabe noduleux, est une espèce d’insectes coléoptères de la famille des Carabidae autrefois considérée comme une sous-espèce de Carabus variolosus.
Ces deux espèces restent très proches tant dans leur mode de vie que dans leur apparence : elles sont semi-aquatiques, mesurent environ 30 mm, sont de couleur noire et leurs élytres sont décorés de nodules caractéristiques qui lui valent leur nom vernaculaire.
En France, Carabus nodulosus est connue de quelques localités dans le massif des Vosges, dans le département du Haut-Rhin, et entre l’extrême sud du massif du Jura et le nord des Alpes françaises (départements de l’Ain et de la Haute-Savoie). L’espèce est connue historiquement du massif Central (Mont-Dore, Puy-de-Dôme) et du Morvan, où elle n’a pas été observée depuis des décennies.

## Écologie
Carabus nodulosus vit dans des cours d’eau forestiers. C’est une espèce sténoèce, c’est-à-dire qu’elle ne peut pas survivre si son milieu est trop pollué. On considère alors qu’elle est bioindicatrice. Prédateur, cet insecte se nourrit volontiers d’invertébrés d’eau douce (gammares, sangsues, larves de trichoptères…) mais il peut aussi consommer des invertébrés terrestres ou des fruits.

## Statuts de protection
En temps qu’ancienne sous espèce de Carabus variolosus, Carabus nodulosus est considéré comme inscrit aux annexes II et IV de la Directive Habitats-Faune-Flore, les États membres de l’UE doivent alors protéger ses populations notamment par la désignation de sites Natura 2000.

## Classification
Le nom valide complet (avec auteur) de ce taxon est Carabus nodulosus Creutzer (d), 1799.
Ce taxon porte en français le nom vernaculaire ou normalisé suivant : Carabe noduleux,.
Carabus nodulosus a pour synonymes :
- Carabus goricianus Born, 1911
- Carabus gorizianus Bernau, 1911
- Carabus hydrophilus Reitter, 1896
- Hygrocarabus nodulosus (Creutzer, 1799)
- Megodontus nodulosus (Creutzer, 1799)